# Kob (vis)
De kob (Argyrosomus hololepidotus) is een straalvinnige vis uit de familie van ombervissen (Sciaenidae) en behoort derhalve tot de orde van baarsachtigen (Perciformes). De vis kan een lengte bereiken van 200 cm. De hoogst geregistreerde leeftijd is 30 jaar.

## Leefomgeving
Argyrosomus hololepidotus komt zowel in zoet als zout water voor. Ook in brak water is de soort waargenomen. De vis prefereert een subtropisch klimaat en leeft hoofdzakelijk in de Indische Oceaan. De diepteverspreiding is 0 tot 400 m onder het wateroppervlak.

## Relatie tot de mens
Argyrosomus hololepidotus is voor de visserij van aanzienlijk commercieel belang. In de hengelsport wordt er weinig op de vis gejaagd.